# Cratere Babcock
Babcock è un cratere lunare intitolato all'astronomo statunitense Harold Delos Babcock; situato nelle vicinanze del confine sud-orientale del Mare Marginis nella zona della Luna visibile occasionalmente dalla Terra a causa delle librazioni lunari. Confina a sud con il cratere Purkyně e a est-nordest con il cratere Erro.
I bordi di Babcock sono visibilmente erosi da successivi impatti. L'interno invece è praticamente quasi completamente liscio ad eccezione del cratere Zasyadko che sorge molto vicino al centro di Babcock. La straordinaria levigatezza dell'interno del cratere è causata dalle antiche inondazioni di lava basaltica provata dall'esistenza di alcuni crateri fantasma visibili soltanto come lievi rilievi semicircolari.

## Crateri correlati
Alcuni crateri minori situati in prossimità di Babcock sono convenzionalmente identificati, sulle mappe lunari, attraverso una lettera associata al nome.
| Babcock | Coordinate           | Diametro (in km) |
| ------- | -------------------- | ---------------- |
| H       | 3°06′36″N 96°30′36″E | 63,4             |
| K       | 1°11′24″N 95°08′24″E | 9,98             |